# La Guerche-de-Bretagne
La Guerche-de-Bretagne (tiếng Breton: Gwerc'h-Breizh) là một xã của tỉnh Ille-et-Vilaine, thuộc vùng Bretagne, miền tây bắc nước Pháp.

## Dân số
Người dân ở La Guerche-de-Bretagne được gọi là Guerchais.
| Năm | 1962 | 1968 | 1975 | 1982 | 1990 | 1999 | 2007 |
| --- | ---- | ---- | ---- | ---- | ---- | ---- | ---- |
| Dân số | 3101 | 3422 | 3742 | 4055 | 4123 | 4095 | 4190 |
| From the year 1962 on: No double counting—residents of multiple communes (e.g. students and military personnel) are counted only once. |      |      |      |      |      |      |      |